# Nhà tranh

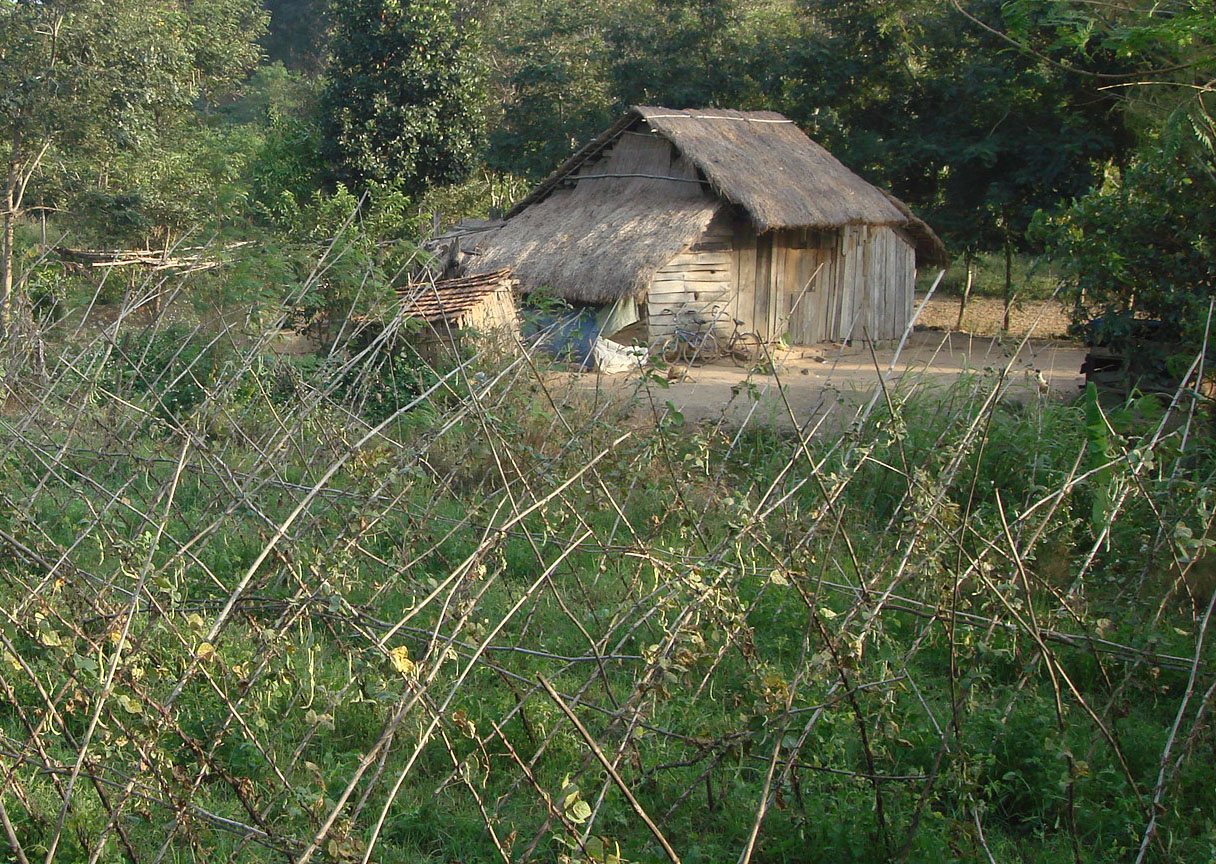
Một ngôi nhà tranh ở Việt Nam

Nhà tranh hay ở châu Âu gọi là nhà gỗ hay nhà nhỏ là một loại hình nhà ở được thiết kế xây dựng bằng những vật liệu từ thiên nhiên như tranh (gianh) tre nứa lá, bùn, rơm, gỗ, gạch (gọi là "nhà tranh vách đất" hay "nhà lá") với kiểu kiến trúc đơn sơ, không gian nhỏ, hẹp và mang tính tạm bợ, lụp xụp không có tính kiên cố vững chắc. Mái nhà thường lợp bằng tranh, các trụ, giá, xà gồ thường được làm bằng tre, các bức tường thì được trét bằng rơm trộn bùn. Loại hình nhà này thường tọa lạc ở những vị trí vùng nông thôn hoặc bán nông thôn, tại các trang trại, ngoại ô hoặc ở những vùng hẻo lãnh, heo hút và thường dành cho những người có thu nhập thấp hoặc những người muốn sống cô độc biệt lập.
Ở Việt Nam, nhà tranh thường ở vùng nông thôn bên cạnh những đồng ruộng và là một biểu tượng của nông thôn Việt Nam ngày xưa, thậm chí ngày nay, loại hình này vẫn còn tồi tại tương đối nhiều như vùng Đồng bằng sông Cửu Long. Những người ở nhà tranh thường là những người nghèo khổ (nhà tranh vách đất) và những người ở đó được ca ngợi là những người chân thật, hạnh phúc ("một túp lều tranh hai trái tim vàng"). Trong khi đó ở châu Âu, nhà gỗ không có nhiều hàm ý khinh thường, một số nước châu Âu, những ngôi nhà này được thiết kế rất đẹp và hài hòa với cảnh quan xung quanh có vườn, trồng cây ăn trái, hàng rào... tạo cảm giác ấm cúng nhất là những ngôi nhà trên đồng quê, trang trại hay thảo nguyên.